# Keith Pardon
Keith Wyrill Pardon (* 16. März 1912; † 15. Februar 2001) war ein australischer Hammer- und Diskuswerfer.
1938 gewann er bei den British Empire Games in Sydney Silber im Hammerwurf und wurde Fünfter im Diskuswurf. Zwölf Jahre später holte er bei den British Empire Games 1950 in Auckland erneut Silber im Hammerwurf und wurde Vierter im Diskuswurf.
Sechsmal wurde er Australischer Meister im Hammerwurf (1937, 1950–1953, 1955) und fünfmal im Diskuswurf (1937, 1947, 1951–1953).